# Mexytocerus enigmaticus
Mexytocerus enigmaticus is een vlinder uit de familie van de Lecithoceridae. De wetenschappelijke naam van de soort is voor het eerst geldig gepubliceerd in 1989 door Viette.